# Kinsky von Wchinitz und Tettau
Kinsky von Wchinitz und Tettau is een uit Bohemen afkomstig oudadellijk geslacht.

## Geschiedenis
De eerste vermeldingen van leden van dit geslacht dateren van 16 mei 1237. In 1307 noemden leden zich naar de voormalige burcht Wchynic (of: Chynic) "von Wchynic". In 1596 vond bevestiging van hun adelsstatus plaats onder de naam "von Wchynic und Tettau", gevolgd door een herbevestiging in 1611. In 1628 volgde verheffing tot rijksgraaf met het predicaat Welgeboren. In 1676 vond bevestiging van de titel van rijksgraaf plaats met het predicaat Hoog- en Welgeboren. In 1746 vond verheffing plaats tot Boheems rijksvorst, met recht van overgang bij eerstgeboorte. In 1747 vond opname plaats in de rijksvorstenstand met het predicaat Hooggeboren. In 1905 vond verlening plaats van het predicaat doorluchtigheid (ook overgaand bij eerstgeboorte). Behalve zij die de titel Fürst voeren dragen de andere leden de titels van Graf/Gräfin.

## Vorstelijke tak

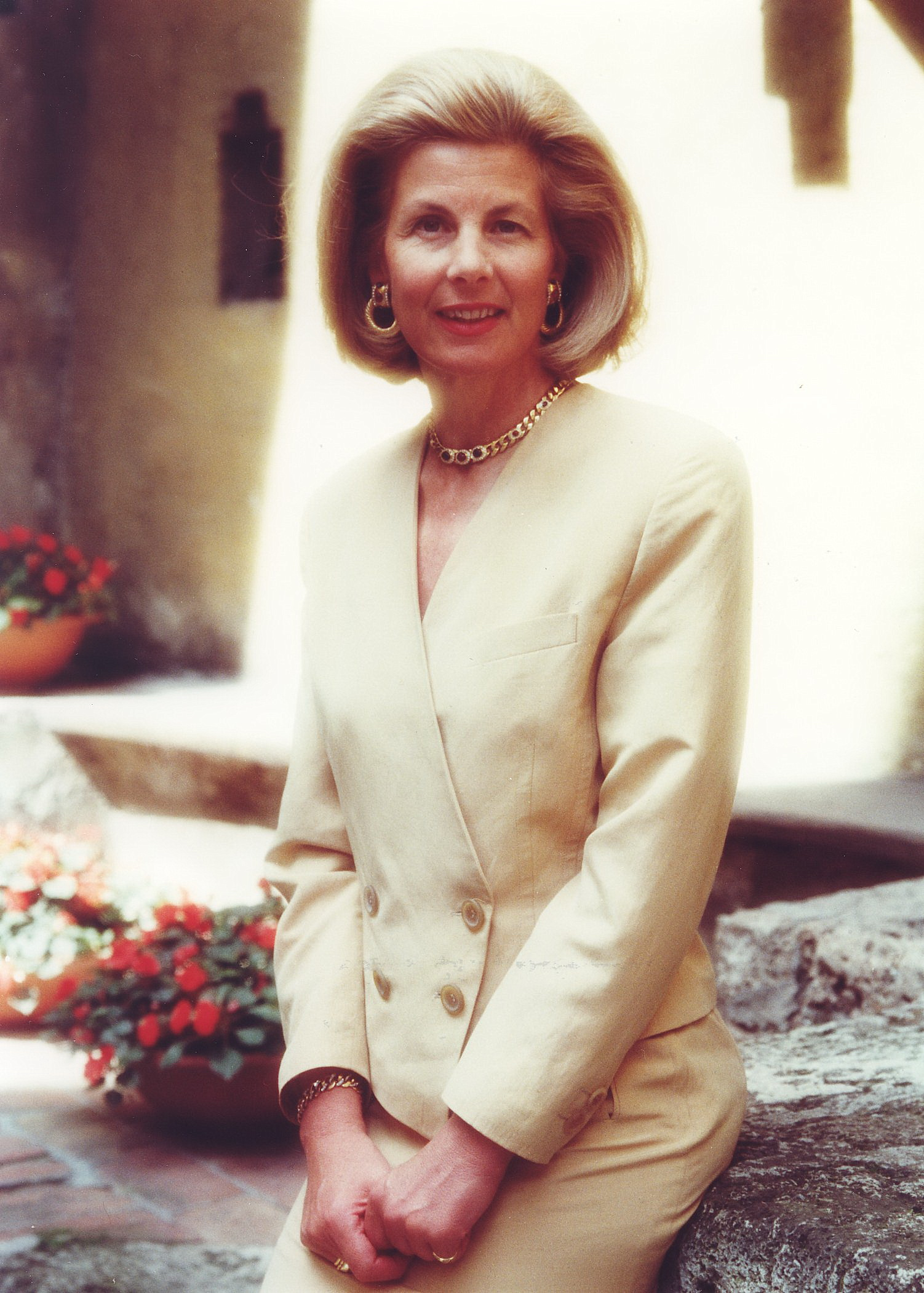
Marie vorstin van Liechtenstein, geb. Gräfin Kinsky von Wchinitz und Tettau

Joseph 4e Fürst Kinsky of Wchinitz and Tettau (1751-1798)
- Ferdinand 5e Fürst Kinsky of Wchinitz and Tettau (1781-1812)
  - Rudolf 6e Fürst Kinsky of Wchinitz and Tettau (1802-1836)
    - Ferdinand Bonaventura 7e Fürst Kinsky of Wchinitz and Tettau (1834-1904); trouwde in 1856 met Marie Prinzessin von und zu Liechtenstein (1835-1905)
      - Karl 8e Fürst Kinsky of Wchinitz and Tettau (1858-1919)
      - Rudolf 9e Fürst Kinsky von Wchinitz und Tettau (1859-1930)
      - Elisabeth Gräfin Kinsky von Wchinitz und Tettau (1865-1941); trouwde in 1884 met Johann Graf von Wilczek (1861-1929)
        - Ferdinand Graf von Wilczek (1893-1977); trouwde in 1921 met Nora Gräfin Kinsky von Wchinitz und Tettau (1893-1923)
          - Gina Gräfin von Wilczek (1921-1989); trouwde in 1943 met Frans Jozef II van Liechtenstein (1906-1989), regerend vorst van Liechtenstein (1938-1989)

      - Ferdinand Vincenz Rudolf Graf Kinsky of Wchinitz and Tettau (1866-1916)
        - Ulrich 10e Fürst Kinsky von Wchinitz und Tettau (1893-1938)
          - Franz Ulrich 11e Fürst Kinsky von Wchinitz und Tettau (1936-2009)
            - Carlos 12e Fürst Kinsky von Wchinitz und Tettau (1967)

        - Ferdinand Graf Kinsky of Wchinitz and Tettau (1907-1969)
          - Marie Gräfin Kinsky von Wchinitz und Tettau (1940); trouwde in 1967 met Hans Adam II van Liechtenstein (1945), regerend vorst van Liechtenstein
- Franz de Paula Joseph Graf Kinsky von Wchinitz and Tettau (1784-1823)
  - Franziska Gräfin Kinsky von Wchinitz und Tettau (1813-1881); trouwde in 1831 met Alois II van Liechtenstein (1796-1858), regerend vorst van Liechtenstein

## Grafelijke tak
Johann der Täufer Franz Graf Kinsky von Wchinitz und Tettau (1815-1868), ritmeester
- Zdenko  Graf Kinsky von Wchinitz und Tettau (1844-1932); trouwde in 1877 met Georgine Festetics de Tolna (1856-1934), lid van het geslacht Festetics de Tolna
  - Nora Gräfin Kinsky von Wchinitz und Tettau (1888-1923); trouwde in 1921 met Ferdinand Graf von Wilczek (1893-1977), luitenant
    - Gina Gräfin von Wilczek (1921-1989); trouwde in 1943 met Frans Jozef II van Liechtenstein (1906-1989), regerend vorst van Liechtenstein (1938-1989)

## Andere telg
- Bertha Gräfin Kinsky von Wchinitz und Tettau (1843-1914), bekend geworden als Bertha von Suttner, eerste vrouw die de Nobelprijs voor de Vrede ontving